# 186 (число)
186 (сто восемьдесят шесть) — натуральное число, расположенное между числами 185 и 187. Оно не является простым числом, а относительно последовательности простых чисел расположено между 181 и 191.
- 186 день в году — 5 июля (в високосный год — 4 июля)[значимость факта?].

## В математике
- 186 раскладывается по разрядам как 186= 1 * 102 + 8 * 101 + 6 * 100
- 186 — является чётным составным трёхзначным числом.
- 186-м простым числом является 1109
- 186 — избыточное число[2]
- 186 — сфеническое число[2]